# Nuova Cosenza Calcio 2013-2014
Questa voce raccoglie le informazioni riguardanti il  Nuova Cosenza Calcio nelle competizioni ufficiali della stagione 2013-2014.

## Stagione

### Coppa Italia Lega Pro
Il Cosenza Calcio partecipa alla competizione della Coppa Italia Lega Pro 2013-2014, venendo inserito nel Girone N insieme all'Ischia Isola Verde 
e al Sorrento. La sfida con l'Ischia viene disputata in Campania, nonostante il sorteggio avesse designato il Cosenza come squadra ospitante, per la richiesta della Società del Cosenza di invertire il campo. Ad Ischia, dunque, il Cosenza perde 2-0. Sette giorni dopo, allo Stadio "Italia" di Sorrento, la partita con la squadra locale finisce 0-0. Il Cosenza così, in virtù dei risultati conseguiti, viene eliminato dalla competizione.

### Campionato Lega Pro Seconda Divisione
Il Cosenza fa il suo esordio in casa contro il Tuttocuoio e vince 2-1. Passano in vantaggio i rossoblù con Calderini ad inizio gara. Nel secondo tempo arriva il pareggio del Tuttocuoio con Falivena e il gol della vittoria di Alessandro. Alla seconda giornata il Cosenza fa visita alla Casertana e vince sul campo dei Falchetti: decide De Angelis al 93'. Sette giorni più tardi finisce in parità la sfida casalinga con il Sorrento: 1-1 il risultato finale con gol di De Angelis per il Cosenza e di Catania (ex di turno) per il Sorrento. Il derby con la Vigor Lamezia al D'Ippolito coincide con la prima sconfitta in campionato per i rossoblù. A punirli ci pensano Del Sante e Marchetti. Mosciaro, per il Cosenza, aveva segnato il gol del pareggio momentaneo.
Ma i Lupi si riscattano subito nella sfida interna con l'Arzanese: Napolano e De Angelis su rigore portano il risultato sul 2-0. 
Nell'anticipo della sesta giornata, il Cosenza espugna il campo del Castel Rigone per due reti ad una: vantaggio degli ospiti con un rigore di De Angelis, momentaneo pareggio dei padroni di casa con Tranchitella (sempre su rigore) e gol della vittoria siglato da Calderini al 67'. La striscia positiva del Cosenza si allunga: la sfida casalinga con il Melfi termina sul punteggio di 1-0 con un gol allo scadere di Alessandro. Sette giorni più tardi arriva un'altra vittoria esterna sul campo dell'Aversa Normanna: 3-1 il punteggio in favore dei Lupi che segnano due volte con Alessandro e poi con De Angelis e rimontano l'iniziale vantaggio di Galizia per i campani. Nell'anticipo della nona giornata, il Cosenza al San Vito non va oltre il pari con il Foggia: vantaggio rossoblù di Mosciaro, pareggio rossonero su rigore con Cavallaro (1-1). Ancora un pari (0-0) nel turno successivo al San Filippo contro il Messina. Ancora una sfida esterna per il Cosenza che trova la vittoria a Poggibonsi: 2-0 il risultato finale con reti di Bigoni e Mosciaro. Il Cosenza torna poi in casa sfidando il Chieti ma non va oltre lo 0-0. Sbanca invece Gavorrano nel turno successivo: il 3-0 esterno è firmato da Blondett, Criaco e Napolano. Al San Vito arriva poi l'Ischia che impone il pari: 1-1. All'81' segna Calderini, all'88' pareggia De Francesco per gli isolani. Ad Aprilia arriva la seconda sconfitta per i rossoblù dopo 10 risultati utili consecutivi: decide Corsi all'88'. Nella penultima d'andata il Cosenza sfida il Martina Franca e torna alla vittoria grazie a una rete di Calderini. Nell'ultima giornata del girone d'andata, il Cosenza viene sconfitto 3-0 a Teramo e viene superato in classifica proprio dagli abruzzesi che si laureano Campioni d'inverno. Nella prima partita dell'anno 2014, i rossoblù iniziano il girone di ritorno con una vittoria, ottenuta sul campo del Tuttocuoio: 2-1 il risultato finale con reti di De Angelis (su rigore) e Alessandro; gol della bandiera di Mariani per i toscani. Sette giorni dopo arriva al San Vito la Casertana che alla fine del primo tempo si trova sul punteggio di 2-0 e poi si fa recuperare nel secondo tempo dal Cosenza, che segna con De Angelis e Calderini per il 2-2 finale. Allo Stadio "Italia" di Sorrento, i Lupi perdono 1-0 con rete di Musetti nella prima frazione di gioco. Il ritorno tra le mura amiche è più che positivo: nel derby con la Vigor Lamezia, gli uomini di Cappellacci vincono 3-0 grazie a una doppietta di De Angelis e a un gol allo scadere di Calderini. Sette giorni più tardi arriva una pesante sconfitta a Frattamaggiore contro l'Arzanese: 3-1 il passivo per i lupi che cadono sotto i colpi di Perna (2) e Ausiello; pari momentaneo del neo-acquisto Chinellato. Non va meglio al rientro in casa contro il Castel Rigone che blocca i rossoblù sull'1-1. La sblocca subito Mosciaro su rigore, ma nel secondo tempo arriva il pareggio degli umbri con Tranchitella. Si torna alla vittoria a Melfi: il blitz esterno è firmato da De Angelis su rigore allo scadere. Il 23 febbraio 2014 allo Stadio San Vito si celebra la partita dei cento anni del Cosenza Calcio: avversario di turno l'Aversa Normanna. In uno stadio stracolmo, la partita finisce 2-1 per i padroni di casa. Gol di Criaco, momentaneo pareggio di Orlando per i campani e, sempre nel primo tempo, gol vittoria di Mannini. Va decisamente male la trasferta dello Zaccheria contro il Foggia: i rossoneri si impongono 1-0 con un rigore di Cavallaro. Il doppio turno casalingo porta al Cosenza 4 punti. Con il Messina è solo 0-0; va meglio con il Poggibonsi che esce battuto dal San Vito per 1-0 grazie al gol di De Angelis.
Gli abbonati per questa stagione sono stati 301 mentre la media spettatori 3573.

## Organigramma societario
Area direttiva
- Presidente: Eugenio Guarascio
- Direttore generale: Francesco Marino
- Amministratore delegato: Domenico Quaglio

Area organizzativa
- Segretario generale: Giuseppe Valentino
- Team Manager: Kevin Marulla
- Addetto agli arbitri: Massimo Coglitore
- Addetto Stampa: Gianluca Pasqua

Area tecnica
- Allenatore: Roberto Cappellacci
- Allenatore in seconda: Marco Ianni
- Preparatore dei portieri: Franco Viola
- Preparatore atletico: Roberto Bruni

Area sanitaria
- Medico sociale: Nino Avventuriera

## Rosa
| N. |                       | Ruolo | Calciatore         |
| -- | --------------------- | ----- | ------------------ |
|    | Italia (bandiera)     | P     | Pierluigi Frattali |
|    | Italia (bandiera)     | P     | Federico Orlandi   |
|    | Italia (bandiera)     | P     | Gianmario Fabiano  |
|    | Italia (bandiera)     | D     | Marco Bigoni       |
|    | Italia (bandiera)     | D     | Alfonso Pepe       |
|    | Italia (bandiera)     | D     | Edoardo Blondett   |
|    | Italia (bandiera)     | D     | Gaetano Carrieri   |
|    | Italia (bandiera)     | D     | Nicholas Guidi     |
|    | San Marino (bandiera) | D     | Mirko Palazzi      |
|    | Italia (bandiera)     | D     | Federico Mannini   |
|    | Italia (bandiera)     | D     | Gatano Adamo       |
|    | Ghana (bandiera)      | C     | Yaw Asante         |

| N. |                      | Ruolo | Calciatore          |
| -- | -------------------- | ----- | ------------------- |
|    | Italia (bandiera)    | C     | Michele Castagnetti |
|    | Italia (bandiera)    | C     | Angelo Corsi        |
|    | Italia (bandiera)    | C     | Marco Criaco        |
|    | Italia (bandiera)    | C     | Carmine Giordano    |
|    | Italia (bandiera)    | C     | Fabio Meduri        |
|    | Argentina (bandiera) | A     | Jonathan Alessandro |
|    | Italia (bandiera)    | A     | Elio Calderini      |
|    | Italia (bandiera)    | A     | Matteo Chinellato   |
|    | Italia (bandiera)    | A     | Gianluca De Angelis |
|    | Italia (bandiera)    | A     | Giordano Napolano   |
|    | Italia (bandiera)    | A     | Anthony Partipilo   |
|    | Italia (bandiera)    | A     | Julian Pollina      |

## Risultati

### Lega Pro Seconda Divisione Girone B
| Gior. | Data              | Partita                   | Ris. | Marcatori                                                      | Note                                     |
| ----- | ----------------- | ------------------------- | ---- | -------------------------------------------------------------- | ---------------------------------------- |
| 1     | 1º settembre 2013 | Cosenza - Tuttocuoio      | 2-1  | 5' Calderini, 51' Falivena (T), 55' Alessandro                 | -                                        |
| 2     | 8 settembre 2013  | Casertana - Cosenza       | 0-1  | 93' De Angelis                                                 | -                                        |
| 3     | 15 settembre 2013 | Cosenza - Sorrento        | 1-1  | 45' De Angelis, 58' Catania (S)                                | -                                        |
| 4     | 22 settembre 2013 | Vigor Lamezia - Cosenza   | 2-1  | 60' Del Sante (V), 81' rig. Mosciaro, 88' Marchetti (V)        | Diretta su RaiSport 1                    |
| 5     | 29 settembre 2013 | Cosenza - Arzanese        | 2-0  | 53' Napolano, 92' rig. De Angelis                              | -                                        |
| 6     | 5 ottobre 2013    | Castel Rigone - Cosenza   | 1-2  | 31' rig. De Angelis, 61' rig. Tranchitella (CR), 67' Calderini | -                                        |
| 7     | 13 ottobre 2013   | Cosenza - Melfi           | 1-0  | 90' Alessandro                                                 | -                                        |
| 8     | 20 ottobre 2013   | Aversa Normanna - Cosenza | 1-3  | 38' Galizia (A), 41' e 67' Alessandro, 84' De Angelis          | -                                        |
| 9     | 25 ottobre 2013   | Cosenza - Foggia          | 1-1  | 6' Mosciaro, 71' rig. Cavallaro (F)                            | Anticipo serale in diretta su RaiSport 1 |
| 10    | 3 novembre 2013   | Messina - Cosenza         | 0-0  |                                                                | -                                        |
| 11    | 10 novembre 2013  | Poggibonsi - Cosenza      | 0-2  | 7' Bigoni, 38' Mosciaro                                        | -                                        |
| 12    | 16 novembre 2013  | Cosenza - Chieti          | 0-0  |                                                                | -                                        |
| 13    | 24 novembre 2013  | Gavorrano - Cosenza       | 0-3  | 29' Blondett, 66' Criaco, 91' Napolano                         | -                                        |
| 14    | 1º dicembre 2013  | Cosenza - Ischia          | 1-1  | 81' Calderini, 88' De Francesco (I)                            | -                                        |
| 15    | 8 dicembre 2013   | Aprilia - Cosenza         | 1-0  | 88' Corsi                                                      | -                                        |
| 16    | 15 dicembre 2013  | Cosenza - Martina         | 1-0  | 71' Calderini                                                  | -                                        |
| 17    | 22 dicembre 2013  | Teramo - Cosenza          | 3-0  | 5' e 75' Sassano, 91' Casolla                                  | -                                        |
| 18    | 5 gennaio 2014    | Tuttocuoio - Cosenza      | 1-2  | 51' rig. De Angelis, 60' Alessandro, 74' Mariani (T)           | -                                        |
| 19    | 12 gennaio 2014   | Cosenza - Casertana       | 2-2  | 15' Agodirin, 41' Mancino (CA); 65' De Angelis, 90' Calderini  | -                                        |
| 20    | 19 gennaio 2014   | Sorrento - Cosenza        | 1-0  | 34' Musetti                                                    | -                                        |
| 21    | 26 gennaio 2014   | Cosenza - Vigor Lamezia   | 3-0  | 5' e 62' De Angelis, 94' Calderini                             | Diretta su RaiSport 1                    |
| 22    | 2 febbraio 2014   | Arzanese - Cosenza        | 3-1  | 5' e 32' Perna, 80' Ausiello (A), 20' Chinellato (C)           | -                                        |
| 23    | 9 febbraio 2014   | Cosenza - Castel Rigone   | 1-1  | 1' rig. Mosciaro, 52' Tranchitella (CR)                        | -                                        |
| 24    | 16 febbraio 2014  | Melfi - Cosenza           | 0-1  | 94' rig. De Angelis                                            | -                                        |
| 25    | 23 febbraio 2014  | Cosenza - Aversa Normanna | 2-1  | 11' Criaco, 25' Orlando (A), 32' Mannini                       | Partita del Centenario                   |
| 26    | 2 marzo 2014      | Foggia - Cosenza          | 1-0  | 27' rig. Cavallaro                                             | -                                        |
| 27    | 7 marzo 2014      | Cosenza - Messina         | 0-0  |                                                                | Anticipo serale in diretta RaiSport 1    |
| 28    | 16 marzo 2014     | Cosenza - Poggibonsi      | 1-0  | 13' De Angelis                                                 | -                                        |
| 29    | 23 marzo 2014     | Chieti - Cosenza          | 1-1  | 9' Rossi (CH), 90' Mosciaro (C)                                | -                                        |
| 30    | 30 marzo 2014     | Cosenza - Gavorrano       | 1-0  | 66' Mosciaro                                                   | -                                        |
| 31    | 6 aprile 2014     | Ischia - Cosenza          | 2-0  | 5' Rainone, 71' Armeno                                         | -                                        |
| 32    | 13 aprile 2014    | Cosenza - Aprilia         | 0-1  | 72' Corsetti                                                   | -                                        |
| 33    | 27 aprile 2014    | Martina - Cosenza         | 2-1  | 67' Montalto (M), 92' Calderini (C), 93' Arcidiacono (M)       | -                                        |
| 34    | 4 maggio 2014     | Cosenza - Teramo          | 1-1  | 80' Mosciaro (C), 91' Speranza (T)                             | -                                        |

### Coppa Italia Lega Pro
| Arbitro: | Catona (Reggio Calabria) |

|  |           |                            |
|  | Marcatori | 16’ (rig.) Cunzi 79’ Nigro |

| Sorrento 25 agosto 2013, ore 20:00 2ª giornata | Sorrento             | 0 – 0 | Cosenza | Stadio Italia (200 spett.)\| Arbitro: \| Ivan Pezzuto (Lecce) \| |
| Arbitro:                                       | Ivan Pezzuto (Lecce) |       |         |                                                                  |

## Statistiche

### Andamento in campionato
| Giornata  | 1 | 2 | 3 | 4 | 5 | 6 | 7 | 8 | 9 | 10 | 11 | 12 | 13 | 14 | 15 | 16 | 17 | 18 | 19 | 20 | 21 | 22 | 23 | 24 | 25 | 26 | 27 | 28 | 29 | 30 | 31 | 32 | 33 | 34 |
| --------- | - | - | - | - | - | - | - | - | - | -- | -- | -- | -- | -- | -- | -- | -- | -- | -- | -- | -- | -- | -- | -- | -- | -- | -- | -- | -- | -- | -- | -- | -- | -- |
| Luogo     | C | T | C | T | C | T | C | T | C | T  | T  | C  | T  | C  | T  | C  | T  | T  | C  | T  | C  | T  | C  | T  | C  | T  | C  | C  | T  | C  | T  | C  | T  | C  |
| Risultato | V | V | N | P | V | V | V | V | N | N  | V  | N  | V  | N  | P  | V  | P  | V  | N  | P  | V  | P  | N  | V  | V  | P  | N  | V  | N  | V  | P  | P  | P  | N  |
| Posizione | 1 | 1 | 2 | 3 | 3 | 1 | 1 | 1 | 1 | 1  | 1  | 2  | 1  | 1  | 1  | 1  | 2  | 2  | 2  | 2  | 1  | 3  | 3  | 3  | 3  | 3  | 3  | 1  | 1  | 1  | 1  | 3  | 4  | 4  |

Legenda:

Luogo: C = Casa; T = Trasferta. Risultato: V = Vittoria; N = Pareggio; P = Sconfitta.

### Statistiche di squadra
Sono in corsivo i calciatori che hanno lasciato la società a stagione in corso.
| Giocatore      | Lega Pro 2 Div. | Lega Pro 2 Div. | Lega Pro 2 Div. | Lega Pro 2 Div. | Coppa Italia Lega Pro | Coppa Italia Lega Pro | Coppa Italia Lega Pro | Coppa Italia Lega Pro | Totale   | Totale | Totale      | Totale     |
| Giocatore      | Presenze        | Reti            | Ammonizioni     | Espulsioni      | Presenze              | Reti                  | Ammonizioni           | Espulsioni            | Presenze | Reti   | Ammonizioni | Espulsioni |
| -------------- | --------------- | --------------- | --------------- | --------------- | --------------------- | --------------------- | --------------------- | --------------------- | -------- | ------ | ----------- | ---------- |
| P. Frattali    | 28              | -22             | 2               | 0               | 1                     | -2                    | 0                     | 1                     | 29       | -24    | 2           | 1          |
| F. Orlandi     | 0               | -0              | 0               | 0               | 1                     | -0                    | 0                     | 0                     | 1        | -0     | 0           | 0          |
| G. Fabiano     | 0               | -0              | 0               | 0               | 1                     | -0                    | 0                     | 0                     | 1        | -0     | 0           | 0          |
| M. Bigoni      | 25              | 1               | 4               | 0               | 2                     | 0                     | 0                     | 0                     | 27       | 1      | 4           | 0          |
| A. Pepe        | 17              | 0               | 2               | 1               | 2                     | 0                     | 0                     | 0                     | 19       | 0      | 2           | 1          |
| E. Blondett    | 21              | 1               | 2               | 1               | 1                     | 0                     | 0                     | 0                     | 22       | 1      | 2           | 1          |
| G. Carrieri    | 3               | 0               | 0               | 0               | 1                     | 0                     | 0                     | 0                     | 4        | 0      | 0           | 0          |
| N. Guidi       | 27              | 0               | 7               | 0               | 1                     | 0                     | 0                     | 0                     | 28       | 0      | 7           | 0          |
| M. Palazzi     | 16              | 0               | 1               | 0               | 1                     | 0                     | 1                     | 0                     | 17       | 0      | 2           | 0          |
| F. Mannini     | 24              | 1               | 4               | 0               | 0                     | 0                     | 0                     | 0                     | 24       | 1      | 4           | 0          |
| G. Adamo       | 0               | 0               | 0               | 0               | 0                     | 0                     | 0                     | 0                     | 0        | 0      | 0           | 0          |
| Y. Asante      | 8               | 0               | 2               | 0               | -                     | -                     | -                     | -                     | 8        | 0      | 2           | 0          |
| M. Castagnetti | 10              | 0               | 3               | 0               | 0                     | 0                     | 0                     | 0                     | 10       | 0      | 3           | 0          |
| A. Corsi       | 6               | 0               | 3               | 0               | -                     | -                     | -                     | -                     | 6        | 0      | 3           | 0          |
| M. Criaco      | 25              | 2               | 1               | 0               | 2                     | 0                     | 0                     | 0                     | 27       | 2      | 1           | 0          |
| C. Giordano    | 22              | 0               | 4               | 1               | 1                     | 0                     | 0                     | 0                     | 23       | 0      | 4           | 1          |
| F. Meduri      | 16              | 0               | 4               | 0               | 0                     | 0                     | 0                     | 0                     | 16       | 0      | 4           | 0          |
| J. Alessandro  | 27              | 5               | 4               | 0               | 2                     | 0                     | 0                     | 0                     | 29       | 5      | 4           | 0          |
| E. Calderini   | 23              | 6               | 8               | 1               | 2                     | 0                     | 0                     | 0                     | 25       | 6      | 8           | 1          |
| M. Chinellato  | 5               | 1               | 1               | 0               | -                     | -                     | -                     | -                     | 5        | 1      | 1           | 0          |
| G. De Angelis  | 24              | 11              | 6               | 0               | 0                     | 0                     | 0                     | 0                     | 24       | 11     | 6           | 0          |
| G. Napolo      | 19              | 2               | 1               | 0               | 2                     | 0                     | 0                     | 0                     | 21       | 2      | 1           | 0          |
| A. Partipilo   | 5               | 0               | 0               | 0               | -                     | -                     | -                     | -                     | 5        | 0      | 0           | 0          |
| J. Pollina     | 1               | 0               | 0               | 0               | 2                     | 0                     | 0                     | 0                     | 3        | 0      | 0           | 0          |